# Hiroi Isamu

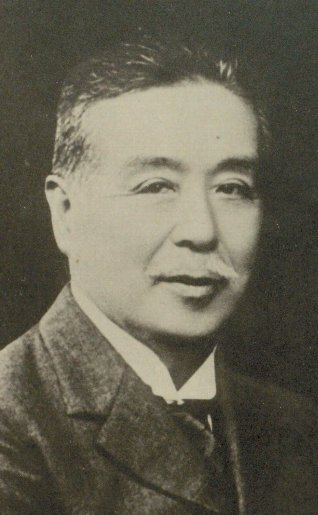
Hiroi Isamu

Hiroi Isamu (japanisch 広井 勇; geboren 24. Oktober 1862 in Sakawa (Provinz Tosa); gestorben 1. Oktober 1928) war ein japanischer Ingenieur, Brücken- und Hafenbauer.

## Leben und Wirken
Hiroi Isamu war der älteste Sohn des Samurai Hiroi Kijūrō (広井 喜十郎) des Tosa-Klans. Er studierte an der „Sapporo Landwirtschaftsoberschule“ (札幌農学校, Sapporo nōgakkō), wo Nitobe Inazō, Uchimura Kanzō und andere seine Mitstudenten waren. Ab 1881 war er kurz bei der Entwicklungsbehörde für Hokkaidō beschäftigt, ging 1882 nach Tokio und wurde Mitarbeiter in der Eisenbahnabteilung des Industrieministeriums (工部省鉄道局, Kōbushō tetsudō-kyoku). Er beaufsichtigte dort den Bau der Nordostjapanischen Eisenbahnlinie der „Nihon Tetsudō Kaisha“ (日本鉄道会社). 1883 besuchte er Amerika, wo er an verschiedenen Brückenprojekten mitwirkte, und Europa, wo er sich an der Hochschule für Technik in Stuttgart weiterbildete. Nach seiner Rückkehr 1889 wurde er Professor an seiner Alma Mater.
In dieser Zeit entwickelte Hiroi Pläne für die Gestaltung von Häfen, u. a. für die von Hakodate und Otaru. 1899 wechselte er als Professor an die Universität Tokio, wo er zum Dr.-Ing. promoviert wurde, und wo er Brückenbau lehrte. Während der zwanzig Jahre an der Universität war er Vorsitzender der „Gesellschaft für Bauingenieurwesen“ (土木学会, Doboku gakkai), Mitglied des „Erdbeben-Untersuchungsausschusses“ (震災予防調査会, Shinsaiyobō chōsa-kai), des „Ausschusses für Hafenuntersuchungen“ (港湾調査会, Kōwanchōsa-kai) und wirkte an weiteren Stellen der japanischen Bauingenieurswelt.
Zu Hirois nachhaltigen Erfolgen gehören der Bau des Wellenbrechers im Hafen von Otaru, der Bau Japans erster Betonbrücke in Sendai, der Bau des Hafens von Ogura und der Bau des Kraftwerkes am Kinugawa (鬼怒川水力電気, Kinugawa suiryokudenki). Er wird „Vater der Hafenbauwissenschaft“ (港湾工学の父, Kōwankōgaku no chichi) genannt.